# Wang Xiaofei
Wang Xiaofei (chinesisch 王小飞, Pinyin Wáng Xiǎofēi; * 10. Januar 2003 in Henan) ist ein chinesischer Tennisspieler.

## Karriere
Zwischen 2015 und 2020 spielte Wang auf der ITF Junior Tour. Dabei nahm er einmal an einem Grand-Slam-Turnier teil, 2020 bei den Australian Open, wo er in der ersten Runde des Einzel und Doppel ausschied. Anschließend konnte er pandemiebedingt nicht mehr an Turnieren teilnehmen. Deswegen kam er in der Junioren-Rangliste nur bis Platz 114 Anfang 2020.
Bei den Profis spielte Wang zunächst 2018 sein erstes Turnier. Nach einer langen Pause nahm er erst ab 2022 regelmäßig an Turnieren teil. In seinem ersten Jahr als Profi gewann er auf der drittklassigen ITF Future Tour seinen ersten Titel und beendete dadurch das Jahr auf Platz 707 der Weltrangliste. 2023 zog er in sein zweites Endspiel ein, das er verlor. In der Rangliste steigerte er sich dennoch und zog in die Top 700 ein. Bei seinen ersten Teilnahmen an der ATP Challenger Tour gelang ihm kein Sieg. Durch eine Wildcard kam Wang im September 2023 zu seinem Debüt auf der ATP Tour in Zhuhai. Im Doppel trat er mit Mo Yecong zusammen an. Sie unterlagen zum Auftakt der Paarung aus Evan King und  Reese Stalder in zwei Sätzen. 2023 wurde Wang auch das erste Mal für die chinesische Davis-Cup-Mannschaft nominiert, als er im Doppel in der Partie gegen Mexiko unterlag.